# Крокоит
Крокои́т (др.-греч. κρόκος — шафран), красная хромовая руда — коллекционный минерал класса хроматов, хромат свинца островного строения.

## История
В 1763 году впервые описан М. В. Ломоносовым как красная руда на свинец. Считается первым минералом, открытым в России.
В 1766 году И. Г. Леман назвал его «новый свинцовый минерал» (Nova Minera Plumbi).
В 1778 году Ю. Г. Валлериус описал его как «красный свинцовый минерал» (minera plumbi rubra)

## Свойства
Процентный состав: 69,06 % PbO, 30,94 % Cr2O3. Иногда содержит примеси серебра, цинка. Образуется в зоне окисления свинцовых руд и в низкотемпературных гидротермальных жилах. Кристаллы призматические, столбчатые, игольчатые, реже плотные агрегаты. У кристаллов этого минерала, которые могут достигать 40 см в длину (на месторождении на острове Тасмания), характерный алмазный блеск, тускнеющий на солнечном свету. Крокоит образует отдельные призматические кристаллы, кристаллические сростки и друзы в пустотах, а также рыхлые мелкокристаллические агрегаты, заполняющие мелкие трещины.
Минерал впервые был обнаружен в 1766 году в окрестностях Екатеринбурга (Берёзовский золотой рудник) и описан горным советником Иоганном Готлобом Леманом, получив название «сибирский красный свинец». Крокоисом (впоследствии крокоит) из-за сходства по цвету с шафраном (оранжевой пряностью, получаемой из рылец цветка крокуса) назван французским минералогом Ф. Боданом (фр. François Sulpice Beudant; 1787—1850) в 1832 году.
В 1797 году французский химик Луи Воклен выделил из него новый элемент хром.

## Месторождения
Находки крокоита отмечены в России на Урале (Березовское месторождение), в Австралии на острове Тасмания (Дандас), в Бразилии (Конгоньяс-ду-Кампо, штат Минас-Жерайс), во Франции (Нонтрон), в Германии (Саксония), в США (Аризона, Калифорния).
Ему часто сопутствуют другие минералы: пироморфит, церуссит, вульфенит и дундазит.

## Применение
Крокоит не имеет самостоятельного промышленного применения и является спутником свинцовых руд, но благодаря своей редкости и красоте считается ценным коллекционным минералом. Ценится коллекционерами и как первый из открытых в России новых минералов.